# خمه علیا
خمه علیا، روستایی از توابع بخش مرکزی شهرستان الیگودرز در استان لرستان ایران است.

## جمعیت
این روستا در دهستان خمه قرار دارد و بر اساس سرشماری مرکز آمار ایران در سال ۱۳٩۵، جمعیت آن١۰۰۰ نفر (۲۵۰خانوار) می‌باشد.